# Џорџија О’Киф
Џорџија О’Киф (енгл. Georgia O'Keeffe; Сан Прери, 15. новембар 1887 – Санта Фе, 6. март 1986) била је америчка уметница. Најпознатија је по сликању цвећа, небодера Њујорка и пејзажа Новог Мексика. Позната је као једна од првих жена која је призната као уметница у САД, прозвана „мајком америчког модернизма“. Њено сликарско стваралашто је познато и по сликању стена, шкољки и животињских костију. Њене слике карактеришу јасни облици и фини прелази различитих боја. Била је у љубавној вези, а потом и у браку са знаменитим фотографом Алфредом Штајглицом. О њој су снимљена два биографска ТВ филма – Брак: Џорџија О’Киф и Алфред Штајглиц (енгл. A Marriage: Georgia O'Keeffe and Alfred Stieglitz 1991. године у којем је њен лик тумачила Џејн Александер, и 2009. године филм Џорџија О’Киф (енгл. Georgia O'Keeffe где ју је тумачила Џоун Ален.
Године 1905. О’Кифова је започела формалну уметничку обуку у Школи уметничког института у Чикагу, а затим у Лиги студената уметности у Њујорку. Године 1908, услед немогућности да финансира даље образовање, радила је две године као комерцијални илустратор, а затим је предавала у Вирџинији, Тексасу и Јужној Каролини између 1911. и 1918. Током тог периода, за време лета између 1912. и 1914. године, студирала је уметност, и упознала се са принципима и филозофијом Артура Веслија Дауа, који је стварао уметничка дела заснована на личном стилу, дизајну и тумачењу тема, уместо да покушава да копира или представља. То је изазвало велику промену у начину на који је осећала и приступила уметности, што се видело у почетним фазама њених акварела са њених студија на Универзитету у Вирџинији и драматичније у цртежима дрвеним угљем које је израдила 1915. године, што је довело до потпуне апстракције. Алфред Стиглиц, трговац уметнинама и фотограф, одржао је изложбу њених дела 1917. Током следећих неколико година, она је предавала и наставила своје студије на Учитељском колеџу Универзитета Колумбија 1914. и 1915. године.
Она се преселила у Њујорк 1918. године на Стиглицов захтев и почела да озбиљно ради као уметница. Они су развили професионални однос, као и лични однос што је довело до њиховог венчања 1924. О’Кифова је створила многе облике апстрактне уметности, укључујући крупне планове цвећа, попут слика Црвене Кане, за које многи сматрају да представљају женске гениталије, иако је О’Кифова доследно негирала ту намеру. Импутација приказа женске сексуалности подстакнута је исто тако експлицитним и сензуалним фотографијама О’Кифове, које је Стиглиц снимио и изложио.

## Биографија
Џорџија О’Киф је рођена 15. новембра 1887. године, у сеоској кући која се налази у граду Сaн Прери, Висконсин. Њени родитељи, Франсис Каликстас О’Киф и Ајда (Тото) О’Киф, били су произвођачи млека. Њен отац је био ирског порекла. Њен деда по мајци Џеорџ Виктор Тото, по коме је О’Кифова добила име, био је мађарски гроф који је дошао у Сједињене Државе 1848.
О’Кифова је био друго од седморо деце. Она је похађала школу у градској скупштини у Сан Прерију. Са 10 година одлучила је да постане уметница, и са сестрама Ајдом и Анитом добила је часове уметности од локалне акварелисткиње Саре Ман. О’Кифова је похађала средњу школу Академија светог срца у Мадисону, Висконсин, где је становала између 1901. и 1902. Крајем 1902. године, О’Кифови су се преселили из Висконсина у густо насељени Пикок Хил у Вилијамсбургу у Вирџинији. Породица се преселила у Вирџинију како би О’Кифовљев отац могао да започне посао израде ливених бетонских блокова у очекивању потражње за блоковима у грађевинској трговини полуострва, али се потражња никада није остварила. О’Кифова је остала у Висконсину са тетком док је похађала средњу школу Мадисон централ, све док се није придружила породици у Вирџинији 1903. Средњу школу је завршила боравећи у интернату Чатам епископског института у Вирџинији (сада Чатам Хол), а матурирала је 1905. године. У Чатаму је постала члан Капа Делта сестринства.
О’Кифова је предавала и водила одсек за уметност у Државном нормалном колеџу Западног Тексаса и старала се о својој најмлађој сестри, Клаудији, на захтев своје мајке. Године 1917, посетила је свог брата, Алексиса, у војном кампу у Тексасу пре него што је он отпремљен у Европу током Првог светског рата. Док је била тамо, створила је слику Застава која је изразила њену анксиозност и депресију због рата.
Од 1905. до 1906. О'Киф је била уписана на Школу Института за уметност у Чикагу, где је студирала са Џоном Вандерпулом и била је у самом врху своје класе. Због тога што је добила тифусну грозницу, морала је да узме годину дана паузе од школовања. Године 1907. похађала је Лигу студената уметности у Њујорку, где је студирала код Вилијама Мерита Чејса, Ф. Луиса Мора. Године 1908. освојила је нWilliam Merritt Chase still-life prize. Награда је била стипендија за похађање летње школе Лиге на отвореном у Лејк Џорџу у Њујорку. Док је била у Њујорку, О'Киф је посећивала галерије, попут Галерије 291, у сувласништву њеног будућег супруга, фотографа Алфреда Стиглица. Галерија је промовисала рад авангардних уметника и фотографа из Сједињених Америчких Држава и Европе.
Током 1908. О'Киф је открила да неће моћи да финансира своје студије. Њен отац је банкротирао, а мајка је била тешко болесна од туберкулозе. Није је занимала каријера сликара заснована на миметичкој традицији која је чинила основу њеног ранијег уметничког образовања. Запослила се у Чикагу као комерцијални уметник и тамо је радила до 1910. године, када се вратила у Вирџинију да се опоравља од морбила и касније се са породицом преселила у Шарлотсвил у Вирџинији. Четири године није сликала и рекла да јој је од мириса терпентина позлило. Почела је да предаје уметност 1911. године. Радиле је у својој бившој школи, Chatham Episcopal Institute, у Вирџинији.

Похађала је летњи курс уметности 1912. на Универзитету Вирџиније код Алона Бемента, који је био члан учитељског факултета Универзитета Колумбија. Под Бементом је сазнала за иновативне идеје Артура Веслија Доуа, Бементовог колеге. На Дауов приступ утицали су принципи дизајна и композиције у јапанској уметности. Почела је да експериментише са апстрактним композицијама и развија лични стил који се удаљава од реализма. Од 1912. до 1914. предавала је уметност у државним школама у Амарилу у Тексасу, а током лета била је асистент у настави Бементу. Похађала је часове на Универзитету Вирџиније још два лета. Такође је похађала часове у пролеће 1914. на Учитељском колеџу Универзитета Колумбија код Дауа, који је додатно утицао на њено размишљање о процесу стварања уметности. Њене студије на Универзитету Вирџиније, засноване на Дауовим принципима, биле су кључне за О'Кифов уметнички развој. Својим истраживањем и развојем као уметница, помогла је да се успостави амерички модернистички покрет.
- Прве апстракције
- Специјални цртеж бр. 2, 1915, угаљ на положеном папиру,Народна галерија уметности
- Специјал број 8, 1916, угаљ на папиру, Музеј Витни
- Излазак сунца, 1916, акварел на папиру

Предавала је на Колумбија колеџу у Колумбији, у Јужној Каролини, крајем 1915. године, где је реализовала низ веома иновативних апстракција дрвеног угља на основу својих личних сензација. Почетком 1916. О'Киф је био у Њујорку на Учитељском колеџу на Универзитету Колумбија. Она је цртеже угљеном послала пријатељици и бившој колегиници са Учитељског факултета, Анити Политзер, која их је однела Алфреду Стиглицу у његовој галерији 291 почетком 1916. Стиглиц је сматрао да су то „најчистије, најфиније, најискреније ствари које су ушле у 291 за дуго времена“ и рекао да би желео да их покаже. У априлу те године Штиглиц је изложио десет својих цртежа на 291.

Након даљег рада на курсевима на Колумбији почетком 1916. и летњег предавања за Бемента, постала је председавајућа уметничког одељења на West Texas State Normal College, у Кањону, Тексас, почевши од јесени 1916. О'Киф, који је уживала у изласцима и заласцима сунца, развио је наклоност према интензивним и ноктуралним бојама. Надовезујући се на праксу коју је започела у Јужној Каролини, О'Киф је сликала како би изразила своје најприватније сензације и осећања. Уместо да скицира дизајн пре сликања, она је слободно креирала дизајн. О'Киф је наставила да експериментише све док није поверовала да је заиста ухватила своја осећања у акварелу Light Coming on the Plains No. I (1917).
- Апстракције
- Light Coming on the Plains No. II, 1917, акварел на новинском папиру,Музеј америчке уметности Ејмон Картер
- Серија 1, бр. 8, 1918, уље на платну, Минхен
- Плава и зелена музика, 1921, уље на платну,Уметнички институт у Чикагу

Започела је серију акварелних слика заснованих на пејзажу и експанзивним погледима током својих шетњи, укључујући живописне слике кањона Пало Дуро. Она је „ухватила монументални пејзаж у овој једноставној конфигурацији, спајајући плаве и зелене пигменте у готово нејасним тоналним градацијама које симулирају пулсирајући ефекат светлости на хоризонту Тексашког Пенхендла“, каже ауторки Шерин Удал.
- Кањон Пало Дуро
- Кањон са вранама, 1917, акварел и графит на папиру, Музеј Џорџије О'Киф
- Бр. 20 Специјал, уље на броду, 1916-1917, Музеј уметности Милвокија
- Кањон Пало Дуро, 1916-1917, акварел, Универзитет West Texas A&M